# Каєв Хуа
Каєв Хуа — король або регент Камбоджі на початку XVII століття.

## Життєпис
Був останнім сином короля Четти I. Прийшов до влади після смерті свого дядька, оскільки інший його дядько, спадкоємець престолу, продовжував залишатись у Ловеку в сіамському полоні.
Зумів придушити повстання Кева, знищивши самого провідника того заколоту. Був змушений вести перемовини про визволення з полону свого дядька, який 1603 року був коронований під іменем Барома Рачеа IV. Після цього Каєв Хуа перейшов в опозицію до королівської влади й був страчений 1611 року.